# Wolfgang Pichler
Pour les articles homonymes, voir Pichler.
Wolfgang Pichler est un entraîneur de biathlon et de ski de fond allemand, né le 23 janvier 1955 à Ruhpolding.

## Biographie
Ancien skieur de fond et biathlète dans les années 1970 et 1980, Wolfgang Pichler s'est lancé ensuite dans une carrière d'entraîneur. Il conduit très vite au sommet de la hiérarchie mondiale la biathlète suédoise Magdalena Forsberg, qui devient six fois championne du monde et gagne six fois le gros globe de cristal de la Coupe du monde. Après la retraite de la championne suédoise, Pichler reste en Suède entraîner l’équipe nationale de biathlon, guidant notamment Anna-Carin Olofsson, Helena Ekholm et Björn Ferry à la conquête de médailles olympiques et mondiales. Ainsi, aux Jeux olympiques d'hiver 2006 à Turin, Olofsson décroche la médaille d'argent du sprint derrière l'Allemande Kati Wilhelm, puis devient la première championne olympique de départ groupé, la première médaille d'or pour la Suède aux Jeux olympiques d'hiver depuis 1960.
En 2011, l'Union russe de biathlon engage à prix d'or Pichler pour entraîner l'équipe féminine de Russie avec pour objectif les Jeux olympiques de Sotchi en 2014,, mais l'Allemand n'obtiendra pas en Russie les résultats escomptés. De retour en Suède, il endosse le rôle de consultant auprès de l'équipe suédoise de biathlon pour la saison 2014-2015, alors que l'équipe féminine est au plus bas. En sa présence, les résultats s'améliorent et la fédération suédoise de biathlon annonce alors en avril 2015  sa désignation en tant qu'entraîneur-chef de l'équipe. Pichler fait progresser l'ensemble de l'équipe de Suède et guide notamment Hanna Öberg et Sebastian Samuelsson à des podiums olympiques et mondiaux. En marge, il s'occupe également de la biathlète britannique Amanda Lightfoot.
Le frère de Wolfgang, Claus Pichler, est un homme politique du parti social-démocrate qui a été élu maire de la ville natale des frères, Ruhpolding. Walter Pichler, un entraîneur et ancien biathlète qui a remporté une médaille de bronze aux Jeux olympiques d'hiver de 1984, est un cousin des frères.
En janvier 2019, il annonce la démission de son poste d'entraîneur de l'équipe nationale suédoise après la saison 2018-2019.